# Vladyslav Lupaško
Vladyslav Viktorovyč Lupaško (in ucraino Владислав Вікторович Лупашко?; Bilhorod-Dnistrovs'kyj, 4 dicembre 1986) è un ex calciatore ucraino, di ruolo centrocampista, tecnico del Karpaty.

## Palmarès

### Giocatore

#### Competizioni nazionali
- Perša Liha: 1

Zirka: 2015-2016

### Allenatore

#### Competizioni nazionali
- Perša Liha: 1

Inhulec': 2023-2024